# Noble County, Ohio
Noble County är ett administrativt område i delstaten Ohio, USA, med 14 645 invånare. Den administrativa huvudorten (county seat) är Caldwell.

## Geografi
Enligt United States Census Bureau har countyt en total area på 1 048 km². 1 033 km² av den arean är land och 14 km² är vatten.

### Angränsande countyn
- Guernsey County - norr
- Belmont County - nordost
- Monroe County - öst
- Washington County - söder
- Morgan County - väst
- Muskingum County - nordväst

### Samhällen
- Batesville
- Belle Valley
- Caldwell (huvudort)
- Dexter City
- Sarahsville
- Summerfield